# Shorewood (Illinois)
Pour les articles homonymes, voir Shorewood.
Shorewood est un village du comté de Will en Illinois, à environ 60 km au sud-ouest de Chicago.
La population était de 18 182 habitants lors du recensement de 2020 et est estimée à 18 360 en 2024.

## Géographie
Le village se trouve à environ 39 miles (63 km) au sud-ouest du Loop de Chicago.
Selon le recensement de 2020, Shorewood a une superficie totale de 8,07 miles carrés (20,90 km2), dont 7,77 miles carrés (20,12 km2) (ou 98,55 %) sont des terres et 0,114 miles carrés (0,30 km2) (ou 1,45 %) sont de l'eau.

## Transports
Pace fournit un service de bus sur la route 501 reliant Shorewood au centre-ville de Joliet et à d'autres destinations.